# Benito Cerati
Benito Cerati (né le 26 novembre 1993 à Santiago) est un chanteur et compositeur chilien établi en Argentine. Il est le fils du chanteur, auteur-compositeur et musicien argentin Gustavo Cerati, leader du groupe Soda Stereo, et de l'ex-mannequin et artiste chilienne Cecilia Amenábar. Benito collabore à la composition de certaines des chansons des deux derniers albums solo de son père : Ahí vamos (2006) et Fuerza natural (2009).
En 2012, il forme son projet qu'il baptise un an plus tard Zero Kill, et sort son premier album Trip Tour (2013) qui est nommé aux premios gardel dans la catégorie « meilleur nouvel album d'artiste pop ». Le groupe de Benito se produit en Argentine, au Chili, au Mexique et dans divers festivals tels que Lollapalooza à Buenos Aires, Asunciónico à Asunción, et Ruido Fest à Chicago, aux États-Unis. Après avoir signé avec Sony Music, Benito sort le deuxième album de Zero Kill, Alien Head, en 2016.

## Biographie

### Débuts
Né le 26 novembre 1993 à Las Condes, Santiago, au Chili. Fils de Gustavo Cerati et de Cecilia Amenábar.
Pendant la tournée de Dynamo au Mexique, Gustavo annonce quitter Soda Stereo pour rester au Chili et accompagner Cecilia pendant sa grossesse. Alors qu'il vit dans la capitale chilienne, il compose des morceaux de son premier album solo, Amor amarillo, au cours de cette nouvelle étape de sa vie. La chanson Te llevo para que me lleves, premier single de cet album, s'inspire précisément de la conception de Benito. À la fin de la chanson, on entend les battements de cœur de Benito, et dans le vidéoclip de cette chanson, il apparaît dans le ventre de sa mère, qui présente un état de grossesse avancé.
En 1995, lors d'un concert de Soda Stereo au Teatro Monumental au Chili, Benito est monté sur scène dans la ferveur du public qui scandait son nom pour qu'il apparaisse. En 1997, après la naissance de sa sœur Lisa Cerati, née à Santiago le 2 mai 1996, la famille déménage dans la ville de Vicente López, dans le Grand Buenos Aires (Argentine), où il réside depuis lors,.
En 1997, après la naissance de sa sœur Lisa Cerati, née à Santiago le 2 mai 1996, la famille déménage dans la ville de Vicente López, dans le Grand Buenos Aires (Argentine), où il réside depuis,,.
Dès son plus jeune âge, Cerati suit les traces de son père, qui s'étonne de voir son fils le surpasser, « en trois heures, il écrit des choses qui me prennent beaucoup de temps », explique Gustavo. Cecilia dit avoir appris en jouant avec un clavier Casio. Il enregistre plusieurs albums faits maison qui sont écoutés dans sa famille, le premier s'intitulant Cohete, qu'il a enregistré à l'âge de cinq ans ; comme passe-temps pendant son enfance, il écrit des scénarios de films, des histoires, et étudie la guitare avec Fabio Rey (membre de Los Brujos). Malgré son talent, ses parents ne l'ont jamais exposé et ont préféré s'occuper de son enfance, suivant le conseil donné par Charly García, « une fois qu'il avait quinze ans, ils pouvaient le laisser libre », comme le raconte Gustavo,. Benito participe à la composition de certaines chansons de son père dans Ahí vamos (dans la chanson Adiós), et Fuerza natural (Fuerza natural, Desastre, Rapto et Sal).
En mars 2008, Benito forme le groupe Entre-Paréntesis avec Nicolás López Mullmayer et Marcos Fantozi, dont il est le chanteur et le guitariste, et qui débute officiellement dans un salon de coiffure du quartier de Palermo en 2009, avec son père comme assistant son. Le groupe commence par faire des reprises de groupes comme Oasis et Coldplay, mais commence ensuite à faire ses propres chansons de pop rock avec un peu de musique électronique. La même année, il enregistre un album hommage à Michael Jackson avec la collaboration de ses parents et de sa sœur, après le décès du roi de la pop,.
En juin 2011, il fait ses débuts en solo en première partie du groupe Pacific! — l'un des groupes préférés de son père — au club Niceto de Buenos Aires, où il est accompagné de Leandro Fresco aux claviers, de sa sœur Lisa et d'Anita Álvarez de Toledo aux chœurs sur certaines chansons, en présence de Cecilia Amenábar, de sa grand-mère Lilian Clark, de Tweety González et d'Ale Sergi (chanteur de Miranda!). Plus tôt dans l'année, Cecilia Amenabar, Benito et Lisa Cerati ont participé au clip vidéo « Sonido criminal » de l'artiste argentine d'electropop Capri.

### Carrière musicale

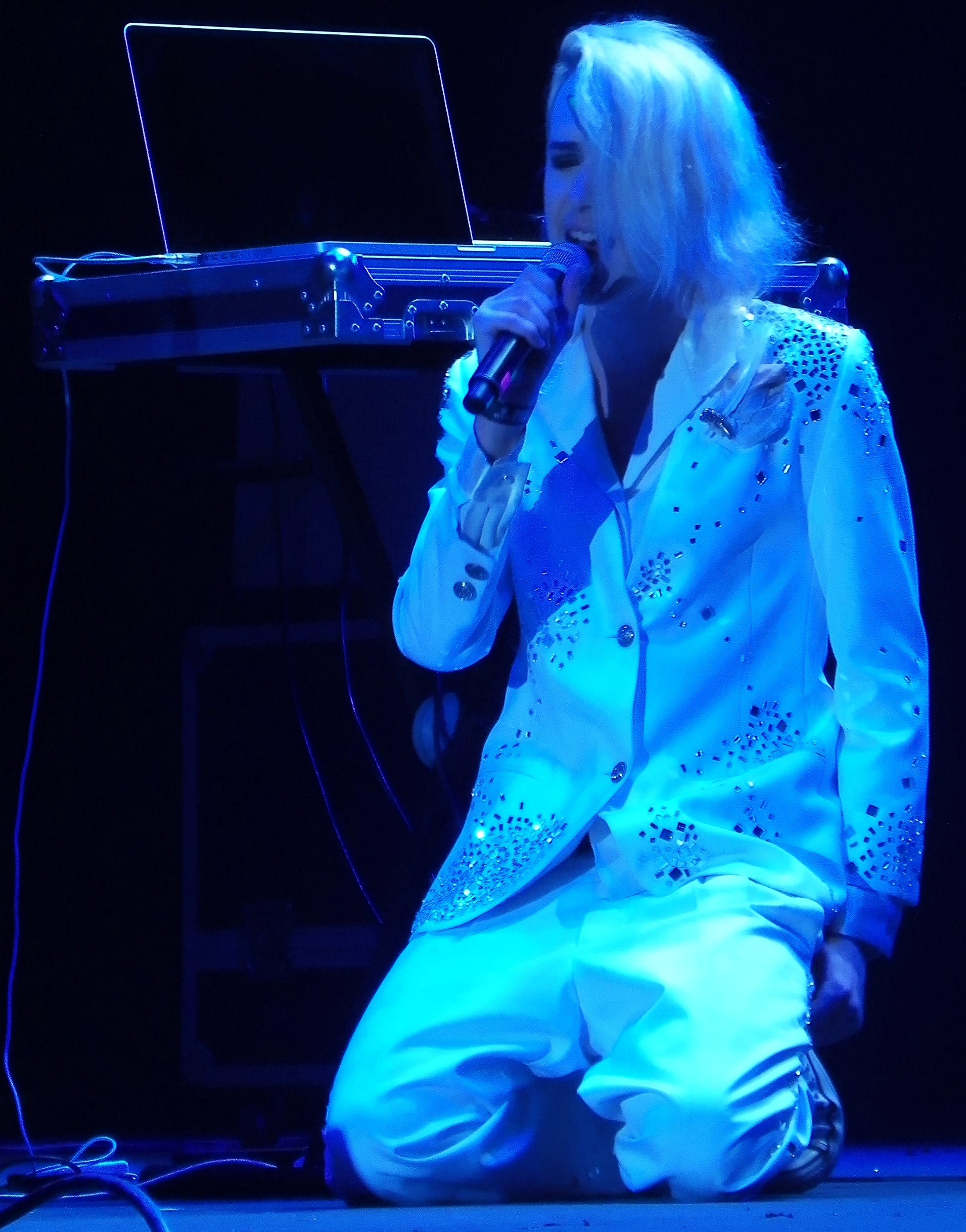
Benito avec Blank Tiger, 2012.

En 2012, il forme son projet musical Blank Tiger, nom tiré d'un des personnages de David Bowie qu'il raconte dans ses nouvelles de l'album Outside. Ils font leurs débuts en mai, et jouent ensuite dans différentes régions d'Argentine et du Chili ; il participe également au premier album de January Will Be Mine, un projet de Sol Fernández, en faisant de la programmation et des chœurs. Benito lors du concert Spinetta y el lenguaje del cielo, un hommage à El Flaco, le 12 avril 2014.
En 2013, Benito décide de renommer Blank Tiger en Zero Kill, un terme utilisé pendant la Seconde Guerre mondiale pour avertir qu'il n'y avait pas de morts, « Conceptuellement, tout ce que je fais plus tard a du sens », a-t-il commenté. En avril, avec la participation du duo Ut Ut Ut à la basse et aux synthétiseurs, Juan Strambini à la guitare et Oaky Castellani à la batterie, il présente son premier single, Automática lunática. Deux jours plus tard, il présente son premier album intitulé Trip Tour, produit par Tweety González, Nicolas « Parker » Pucci - sur Dizzy - et Benito lui-même. Cette œuvre est nommée pour le « meilleur album d'un nouvel artiste pop » aux premios Gardel. Benito avec Charly García dans l'émission Siempre es hoy, en hommage à Gustavo Cerati, le 4 novembre 2014.

## Discographie

### Albums
- 2022 : Shasei

### Collaborations
- 2006 : Ahí vamos (de Gustavo Cerati)
- 2009 : Fuerza natural (de Gustavo Cerati)
- 2012 : Juego 0 (de Enero Sera Mio)
- 2018 : Lo que nunca fuimos (de Dieguez)
- 2022 : Fantonio es la ley

### Avec Zero Kill
- 2013 : Trip Tour
- 2016 : Alien Head
- 2018 : Unisex
- 2020 : Lapsus